# Piano à queue

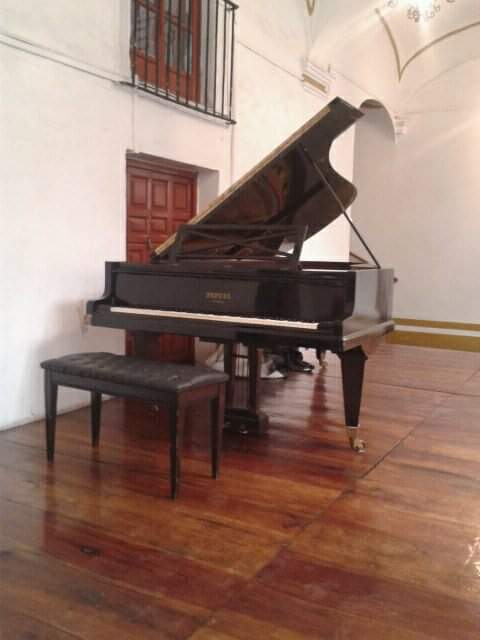
Piano à queue de fabrication française Pleyel

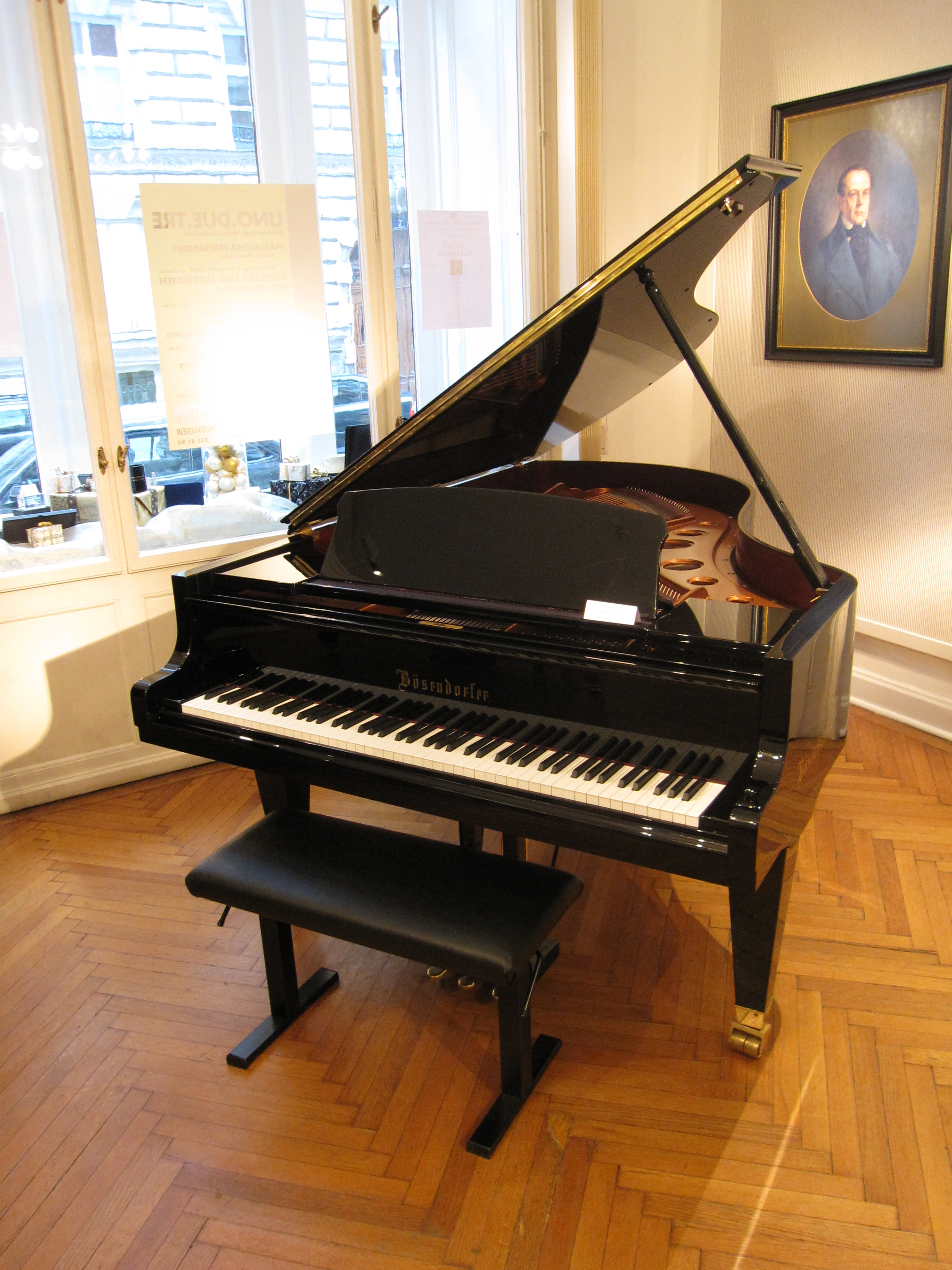
Piano à queue de fabrication autrichienne Bösendorfer

Mécanisme d'un piano à queue (légende)

Schéma d'un piano à queue en coupe (légende)

Le piano à queue est un piano à cordes horizontales.
Le piano à queue est le type original du piano, dérivé du tympanon ou du cymbalum, des instruments à cordes frappées (le clavecin étant un instrument à cordes pincées). Il s'oppose au piano droit, dont les cordes sont disposées verticalement.

## Constitution
Il est constitué :
- d'un clavier, généralement à 88 touches (7 octaves 1/4), muni d'un couvercle ;
- d'un barrage, structure en poutres ;
- d'une table d'harmonie, mise en vibration par les cordes par l'intermédiaire de chevalets ;
- de cordes : une par note dans les graves, deux dans les notes intermédiaires, trois dans les aiguës. Les cordes d'aigus sont nues, les cordes de graves sont filées ;
- d'un cadre métallique au-dessus de la table d'harmonie (sur les pianos modernes) ;
- d'une ceinture, coffrage entourant la table d'harmonie ;
- d'un couvercle s'ouvrant à 45° ;
- d'une mécanique de percussion ;
- d'un pédalier (lyre) ;
- d'un pupitre.

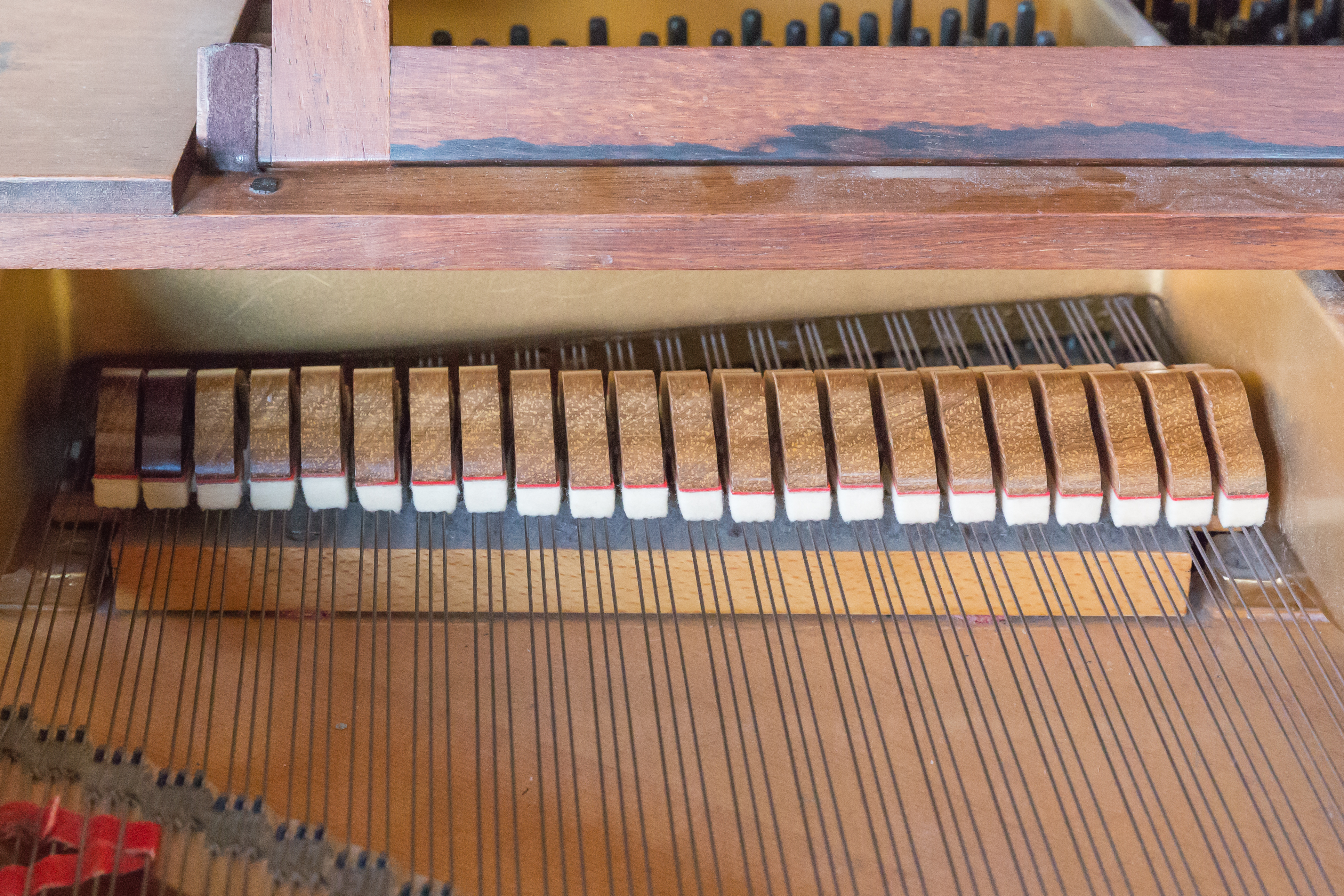
Étouffoirs d'un piano à queue.

## Dimensions
Les dimensions du piano à queue ne sont pas normalisées.
Un piano à queue au plus petit en longueur peut mesurer 1,30 mètre (Érard en produit jusqu'en 1930) et porter jusqu'à 3 mètres pour les plus grands (Opus 102 de Stephen Paulello). De très rares cas de pianos non standards peuvent aller au delà (piano de plus de 5 mètres fabriqué en Nouvelle-Zélande par exemple).
La taille des pianos utilisés pour les concerts varient entre 2 et 3 mètres, tout dépendra de la dimension du lieu du concert ou de la prestation.
Les plus petits pianos étaient fabriqués dans un souci de gain de place mais avec un meuble à cordes à l'horizontale, et une mécanique de piano à queue (différente de la mécanique d'un piano droit à la verticale)
Il est commun d'entendre parler de piano "grand queue de concert", "trois-quart de queue", "demi-queue", "grand ou petit quart de queue", "crapaud", tant et si bien que ces dénominations sont entrées dans le langage habituel de désignation. Toutefois, elles ne représentent malheureusement rien : des marques de piano peuvent avoir dans leur gamme un piano qui ne soit pas plus grand que le plus petit dans une autre marque. Exemple : à une certaine époque les pianos Érard, fabriqués en cordes parallèles avaient leur plus petit modèle (que d'aucuns appelleraient peut-être "quart de queue" aujourd'hui, alors que cette taille correspond à un demi-queue) qui mesurait 2,11 mètres. Alors que d'autres marques peuvent avoir des pianos qui ne dépassent pas les 2 mètres de long.
Pour ce qui est des plus petits pianos à queue que l'on surnomme "crapaud" il est en général indiqué une longueur égale ou plus petite que la largeur : un piano fait en moyenne 145 cm de large (dépendant du nombre de touches) mais peut être réduit en longueur jusqu'à 1,30 mètre, au détriment de la longueur et de la profondeur du son, souvent inférieures sur ces modèles comparées à celles d'un piano "grand droit".

## Originalités
- Le piano à queue est la plupart du temps de fabrication très soignée. Les grandes marques le fabriquent et assemblent la plupart des pièces à la main, les rodent, les sélectionnent, les règlent plusieurs fois...
- Le piano à queue moderne comporte toujours une mécanique de répétition (ou mécanique à double échappement).
- Le piano à queue moderne comporte le plus souvent une pédale tonale, permettant de conserver les notes jouées avant l'enfoncement de la pédale, mais pas celles jouées après.
- La pédale douce fonctionne par déplacement latéral du clavier et de la mécanique, permettant de percuter moins de cordes pour chaque note, ou d'effectuer la percussion sur une partie du marteau moins dure.
- Pianos exceptionnels : tous les facteurs de pianos réalisent des pianos exceptionnels (artcase) ; certains ne sont que des décorations ou des modifications spectaculaires de l'existant (pieds travaillés, marqueterie, peinture), d'autres sont des modifications radicales comme le Pegasus[1] de Schimmel, le M. Liminal[2] dessiné par NYT Line et fabriqué par Fazioli, ou le Piano Peugeot Design Lab chez Pleyel avec une fabrication de la caisse entièrement réalisée en fibre de carbone[3].
- Le déplacement d'un piano à queue requiert généralement l'assistance d'un artisan spécialisé appelé porteur de piano.

## Différents types de fabrication

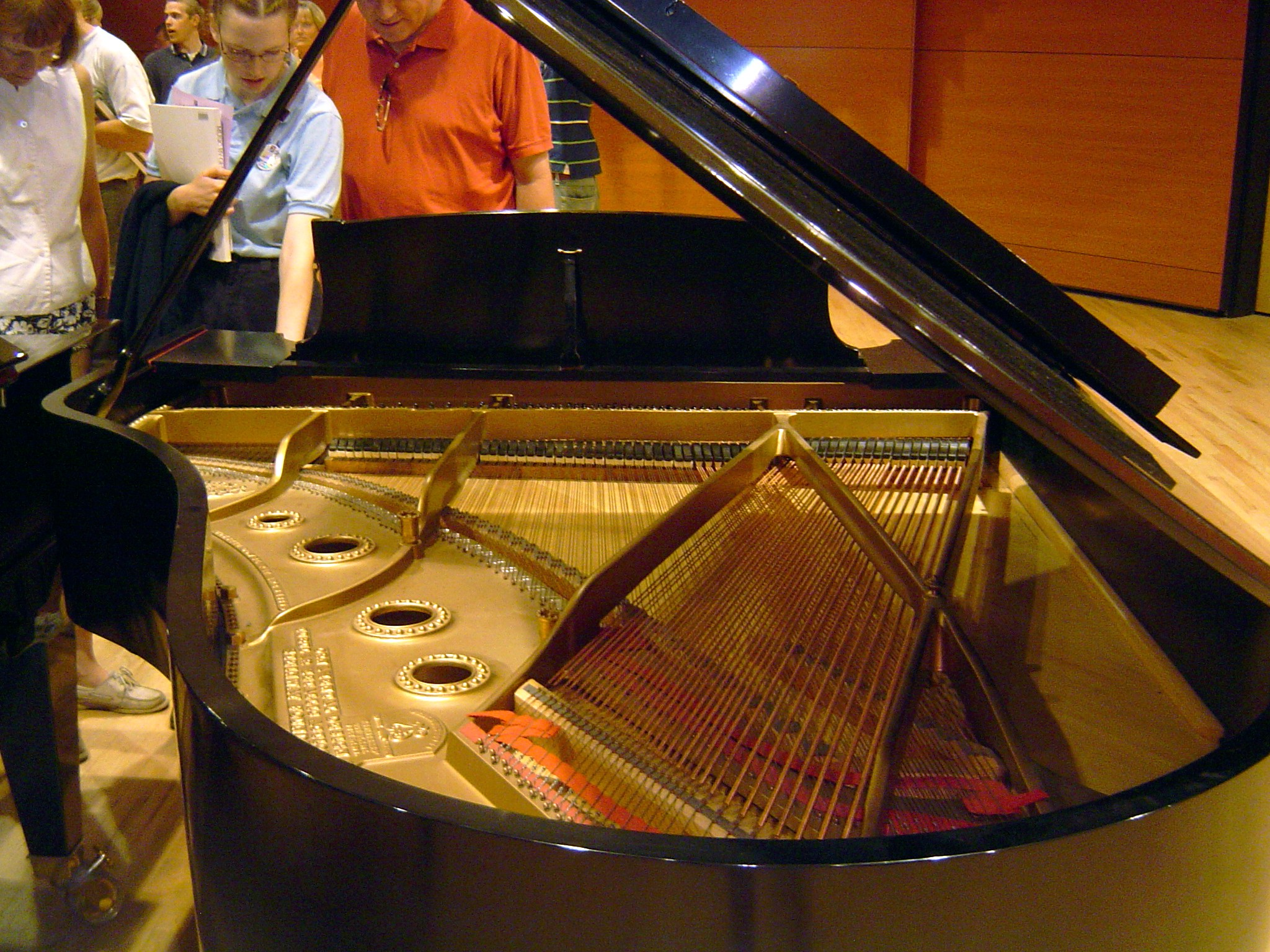
Intérieur d'un piano à queue

- Croisement des cordes : Afin d'éloigner les cordes du bord de la table d'harmonie, les cordes, parallèles à l'origine, sont devenues croisées. Les pianos aux cordes parallèles étaient fabriqués ainsi car la technique de fabrication n'étaient pas encore celle d'aujourd'hui : on utilisait des renforts en métal voire en fonte pour pallier la tension de plus en plus importante demandée par les pianistes de l'époque, pour pouvoir ajouter plus de cordes, et se faire entendre plus facilement.  On a même vu de rares modèles ayant trois plans de croisement de cordes. Fondamentalement, le croisement des cordes a été utilisé pour augmenter leur longueur et éviter des instruments sur-dimensionnés. Les pianos Stephen Paulello, néanmoins, reviennent aux sources en utilisant des cordes parallèles afin d'offrir un timbre se distinguant clairement des autres facteurs de piano. Les cordes parallèles sont réputées offrir une plus grande netteté de sonorité en particulier entre les registres des graves et des mediums, il est à noter qu'Érard a été un des rares facteurs à ne longtemps pas abandonner les cordes parallèles auxquelles il est resté fidèle jusque vers 1935.
- Position de la queue : La queue est presque toujours à gauche, mais quelques très rares modèles ont été fabriqués avec la queue à droite (cordes fortement croisées afin de raccourcir l'instrument).
- Nombre de touches : Les pianos de concert ont 88 touches. Certains Bösendorfer ont quelques notes supplémentaires dans l'extrême grave. Ces touches sont toutes de couleur noire. le Bösendorfer modèle 290, dit " Impérial ", dispose de 97 touches, soit 8 octaves complètes[4]. Les pianos de concert Stephen Paulello ont 102 touches, les notes supplémentaires étant réparties entre l'extrême grave et l'extrême aigu[5]. Stuart & Sons propose des pianos de 97, 102 et 108 touches.
- Nombre de cordes : Certains modèles ont eu 4 cordes par note dans les aigus, d'autres ont eu une corde supplémentaire non percutée et non étouffée, afin d'enrichir les harmoniques.
- Certains pianos ont quatre pédales. On peut citer notamment les facteurs Fazioli et Feurich. La quatrième pédale que l'on trouve chez Fazioli et Stuart & Sons diminue la course du marteau afin de faciliter le jeu de passages rapides ou de glissandi. Ceci diminue inévitablement le son, tout en conservant le timbre du piano. La pédale harmonique, en option dans les pianos à queue Feurich, inventée par Denis de La Rochefordière avec la collaboration de Stephen Paulello, lève tous les étouffoirs et ne baisse ensuite que les étouffoirs des notes ayant été jouées afin de produire une résonance des harmoniques par sympathie.